# イギリス国鉄312形電車

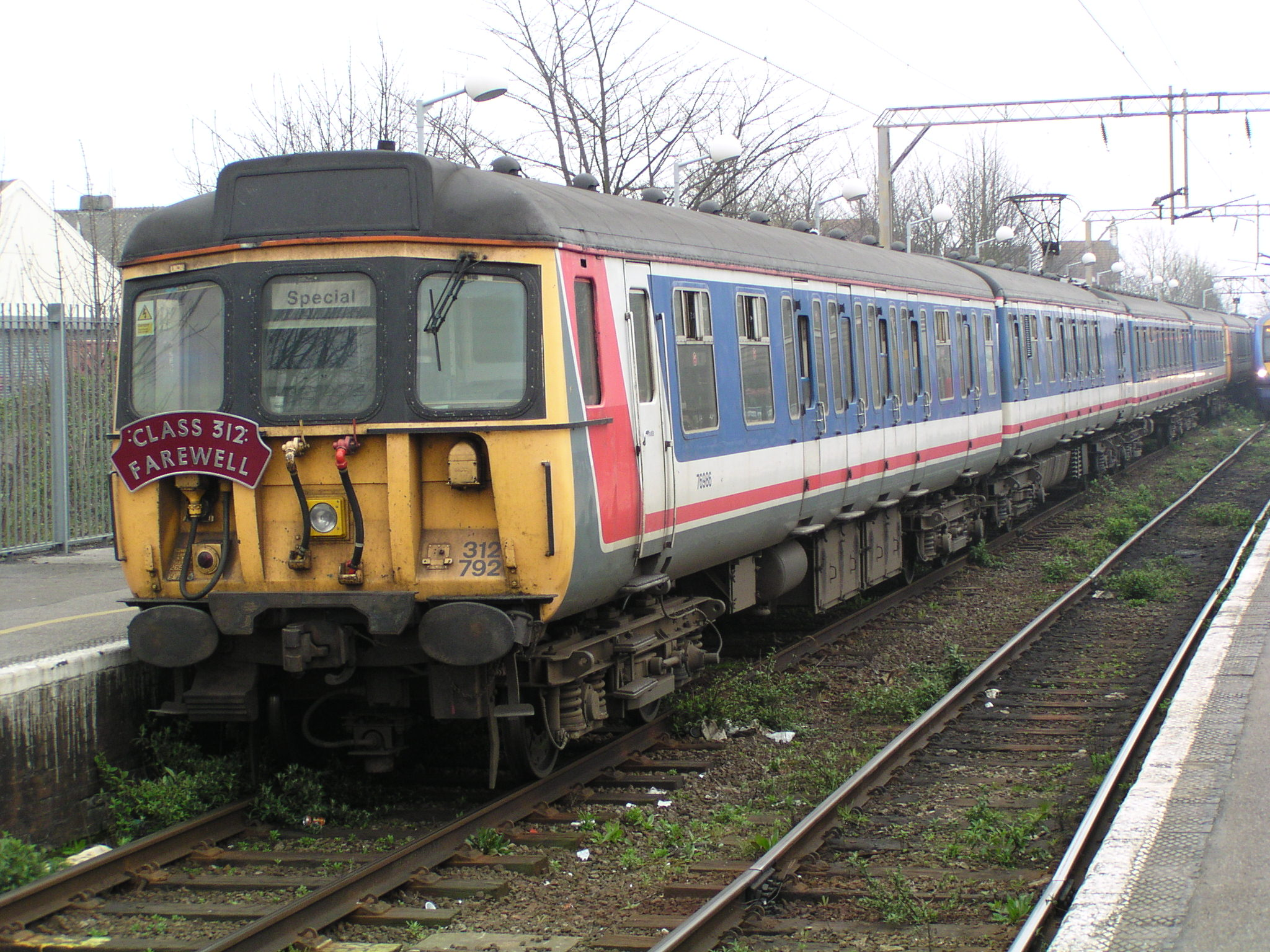
312形電車

イギリス国鉄312形電車(British Rail Class 312)は1975年から1978年にかけて製造された鉄道車両である。マーク2客車に準じた車体で製造された最後の形式である。また、最後にスラムドアを用いた車両でもあった。この車両により、旧型車の置き換えが進んだ。例えば既に引退したファースト・グレート・イースタン（英語版）、後のナショナル・エクスプレス・イースト・アングリア（英語版）では2003年から2004年にかけて、他の鉄道でも2005年までに後継車種が開発された。

## 解説
編成数と編成番号、使用地域は以下の通り
| 番台  | 製造年  | 編成番号      | 編成番号      | 1号車 BDTSOL | 2号車 MBSO  | 3号車 TSO   | 4号車 DTCOL | 使用地域               |
| 番台  | 製造年  | 製造時        | 改番後        | 1号車 BDTSOL | 2号車 MBSO  | 3号車 TSO   | 4号車 DTCOL | 使用地域               |
| ----- | ------- | ------------- | ------------- | ------------ | ----------- | ----------- | ----------- | ---------------------- |
| 312/0 | 1976-78 | 312001-312026 | 312701-312726 | 76949-76974  | 62484-62509 | 71168-71193 | 78000-78025 | グレート・ノーザン     |
| 312/1 | 1975-76 | 312101-312119 | 312781-312799 | 76975-76993  | 62510-62528 | 71194-71212 | 78026-78044 | グレート・イースタン   |
| 312/2 | 1976    | 312201-312204 | 312727-312730 | 76994-76997  | 62657-62660 | 71277-71280 | 78045-78048 | ウェスト・ミッドランズ |

312形は先に登場した310形を基にしている。ロンドン、ユーストン近郊で使用された。なお312/1形は交流6.25kV対応の機器を搭載しているためグレート・イースタン本線とロンドン・ティルブリー・アンド・サウスエンド鉄道で使用された。

## 民営化後
民営化後は、以下の3社に引き継がれた。
- セントラル・トレインズ
- ファースト・グレート・イースタン（英語版）
- LTS鉄道（現c2c）

## 各社の編成数
| 使用会社                         | 編成数 | 編成番号              | 引退年    | 備考                                                         |
| -------------------------------- | ------ | --------------------- | --------- | ------------------------------------------------------------ |
| セントラル・トレイン             | 4      | 312725-728            | 1996年    | c2cへ譲渡                                                    |
| c2c                              | 25     | 312725-730 312781-799 | 2003年3月 | -                                                            |
| ファースト・グレート・イースタン | 24     | 312701-724            | 2004年6月 | 312707は2003年に事故廃車 312728と312784は2003年にc2cから移譲 |